# Phar Lap
Phar Lap (транслит. Фар Лап) — компания, специализировавшаяся на утилитах для разработки программного обеспечения в операционных системах MS-DOS/PC-DOS. Наиболее известна их работа по преодолению лимита в 640 КБ оперативной памяти, выделяемой DOS (утилита DOS extender). Также компания была автором стандарта VCPI. Штаб-квартира была в г. Кэмбридж, штат Массачусетс.
Phar Lap Software, Inc. была основана в апреле 1986 года Ричардом М. Смитом, Робертом Мутом и Джоном М. Бенфатто. Первый успех пришёл с разработкой программы 386|DOS-Extender, 32-битной утилитой разработки для защищённого режима, выпущенной в ноябре 1986 года.
Спектр продукции Phar Lap позже расширился и включил в себя следующие программные утилиты:
- 386|VMM — драйвер подключения виртуальной памяти;
- LinkLoc — локатор-линковщик и прочие кросс-утилиты для разработки ПО встраиваемых систем;
- 286|DOS-Extender — эмулятор подсистемы OS/2, поддерживавший OS/2 API (Family API) и защищённый режим в отличие от эмулятора OS/2 API от фирмы Майкрософт для запуска приложений OS/2 в реальном режиме, который поддерживал лишь часть функций OS/2 API. Таким образом он был привязан к существующим приложениям OS/2, подменяя эмуляцию OS/2 API от Microsoft для приложений, требовавших доступ к верхней памяти DOS;
- TNT DOS extender — расширенная версия 386|DOS-Extender с эмуляцией окружения Win32 , дополненная прямым адресным пространством и поддержкой потоков. Этот расширитель DOS также был привязан к конкретным приложениям Win32. TNT DOS Extender был связан с MASM 6.1 и 16-ибитной версией компилятора Visual C++ 1.0, которые были Win32-приложениями, написанными для бета-версии Windows NT и не могли быть запущены в финальной реализации Windows NT. Потребовался выпуск специального хака Beta2Fix.exe, заменявшего все ссылки на BETA2.DLL ссылками на NTDLL.DLL. Положение было исправлено в версиях MASM 6.11 и Visual C++ 1.5.
- HX DOS Extender — эмуляция окружения Win32 в DOS. В активной разработке с 2004 по 2007 годы. Обладает наилучшими характеристиками из всех вышеописанных.

Компания Phar Lap разработала стандарт виртуального интерфейса управляющей программы (Virtual Control Program Interface, VCPI), совместно с Quarterdeck Office Systems, которая выпустила популярную программу переключения задач DesqView. Компания Phar Lap была одной из 12 фирм, входившим в комитет согласования стандарта интерфейса защищённого режима DOS DOS Protected Mode Interface (DPMI). VCPI и DPMI — стали промышленными стандартами для расширителей памяти DOS, позволившими им работать параллельно с эмуляторами, построенными по другой спецификации расширенной памяти EMS и в прочих многозадачных приложениях.
Phar Lap получила несколько важных наград индустрии ПК за VCPI, 386|DOS-Extender и 286|DOS-Extender.
Phar Lap получила своё название по кличке Новозеландского скакуна Фар Лап , который не отличался экстерьером, однако поражал всех своей скоростью (про него сняли фильм «Фар Лап: Сердце нации»). Также и программы, использовавшие подобный хак, позволявший преодолеть 640-килобайтный лимит — не столь элегантные они замечательно выполняли свою функцию.
Впрочем, рынок расширителей памяти DOS умер значительно более предсказуемо, чем даже загадочная смерть вышеназванной лошади. 32-битные Windows приложения имели возможность обращаться к памяти напрямую и не нуждались в подобном ПО.
На сегодняшний день Phar Lap — часть компании Ardence, продающей в том числе такие продукты, как операционную систему реального времени Phar Lap ETS , применяемую, например, для целевых платформ LabVIEW, работающих в реальном времени.